# Sinfonia n. 9 (Mahler)
La Sinfonia n. 9 in Re maggiore di Gustav Mahler, composta fra il 1909 ed il 1910, è suddivisa in quattro movimenti ed è l'ultima sinfonia che Mahler riuscì a terminare, dato che il lavoro sulla successiva decima sinfonia fu interrotto dalla morte del compositore boemo.

## Struttura
1. Andante comodo, Mit Wut, Allegro risoluto, Leidenschaftlich, Tempo Andante
(Andante comodo, Con rabbia, Allegro risoluto, Appassionato, Tempo I Andante)
2. Im Tempo eines gemächlichen Ländlers. Etwas täppisch und sehr derb
(In tempo di un tranquillo Ländler, Un po' goffo e molto rude)
3. Rondo-Burleske, Allegro assai, sehr trotzig - Adagio
(Rondò - Burleska, Allegro assai, Molto ostinato - Adagio)
4. Adagio, Sehr langsam und noch zurückhalten
(Adagio. Molto lento e ancora ritenuto)

## Registrazioni
Discografia selettiva
- Bruno Walter, Wiener Philharmoniker, Dutton mono CDBP9708
- Herbert von Karajan, Berliner Philharmoniker, DG Double 453 040-li
- Carlo Maria Giulini, Chicago Symphony Orchestra, DG 2LP 2707097
- Herbert von Karajan, Berliner Philharmoniker, DG download 439 024-2GHS2
- Claudio Abbado, Berliner Philharmoniker, DG 471 624-2GH
- Simon Rattle, Berliner Philharmoniker, EMI 501228-2
- Claudio Abbado, Orchestra del Festival di Lucerna, Accentus ACC20214; ACC10214 (DVD)
- Pierre Boulez, Chicago Symphony Orchestra, DG 457 581-2

## Ricezione
La nona sinfonia di Mahler è generalmente considerata uno dei suoi capolavori e ha suscitato apprezzamenti da parte di musicologi, direttori d'orchestra e musicisti, critici ed intellettuali. Lewis Thomas, per esempio, scrisse una sua celebre raccolta di saggi, i Late Nights Thoughts on listening to Mahler's Ninth Symphony, proprio ascoltando ripetutamente questa sinfonia.
Altri musicisti e direttori d'orchestra hanno speso parole di elogio per l'opera:
- Ancora una volta ho suonato la Nona di Mahler. Il primo movimento è il più glorioso che egli abbia mai composto. Esprime un amore straordinario per la terra, per la Natura. Il desiderio di vivervi in pace, di esperirla completamente, fino al cuore profondo di ogni essere della terra, prima che la morte giunga, come inevitabilmente fa. (Alban Berg)[3]
- È musica di un altro mondo... arriva dall'eternità. (Herbert von Karajan)[4]
- È terrificante, ti paralizza, mentre i fili di musica si disintegrano... mentre si spengono, perdiamo tutto. Ma nel lasciarli andare, abbiamo ottenuto ogni cosa. (Leonard Bernstein)

Per contro, negli anni immediatamente successivi la morte di Mahler, la sinfonia, così come l'opera tutta del compositore, andò incontro a critiche meno entusiaste. A titolo d'esempio, una dichiarazione del critico musicale e compositore Deems Taylor:
- Un giorno, qualche vero amico di Mahler... si procurerà un bel coltello da potatura e ridurrà le sue opere alla lunghezza che avrebbero avuto se Mahler non le avesse dilatate fino a sfigurarle; e la grande "guerra di Mahler" si concluderà... La Nona Sinfonia durerebbe circa venti minuti.[5]